# IC 2227
IC 2227 ist eine Spiralgalaxie vom Hubble-Typ Sc im Sternbild Luchs am Nordsternhimmel. Sie ist schätzungsweise 432 Millionen Lichtjahre von der Milchstraße entfernt.
Das Objekt wurde am 10. Februar 1896 von Stéphane Javelle entdeckt.